# Triarthrus

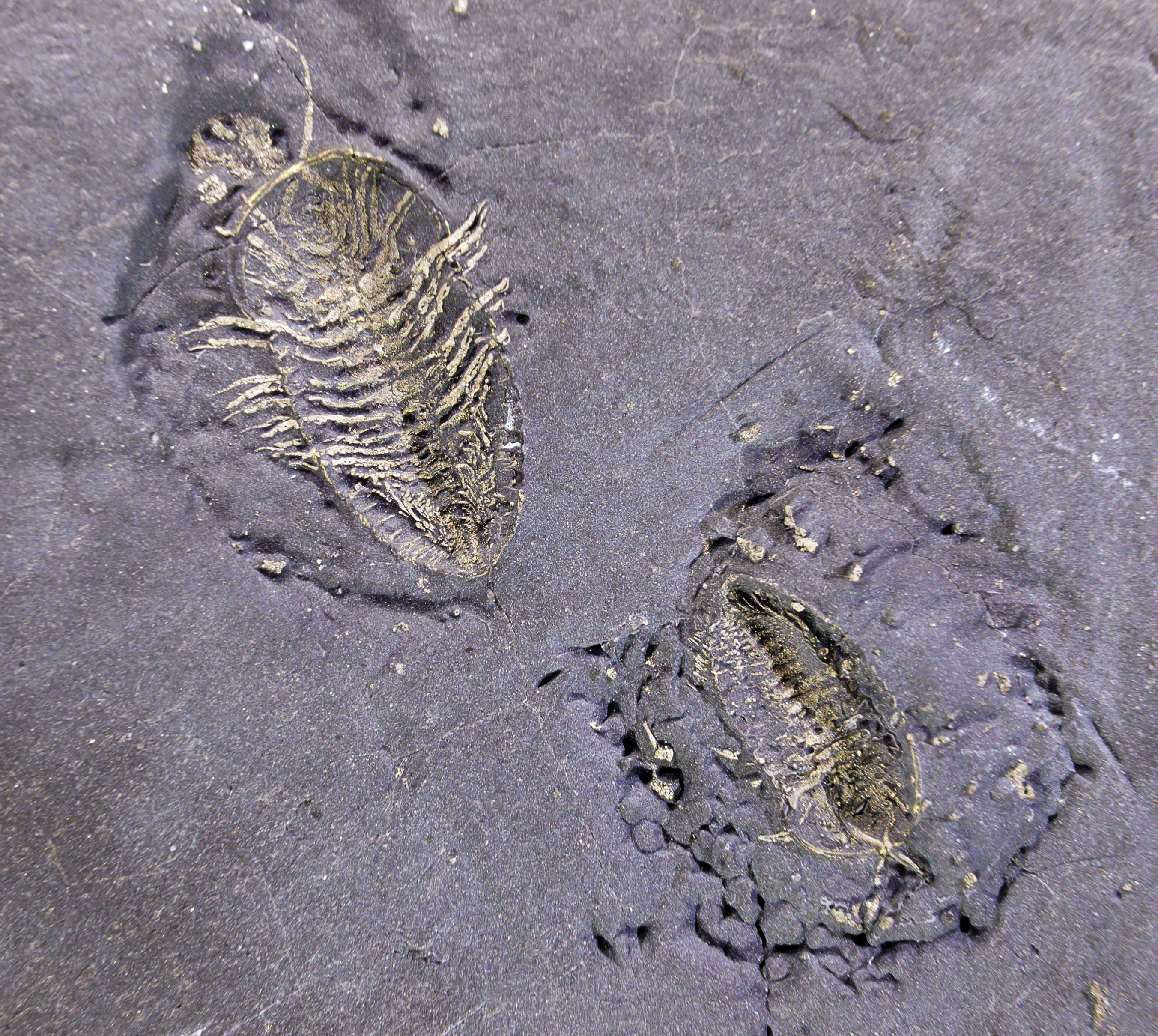
Triarthrus Eatoni - Zobacz brzuszna

Triarthrus – rodzaj stawonogów z wymarłej gromady trylobitów, z rzędu Ptychopariida. Żył w okresie ordowiku. Jego skamieniałości znaleziono w USA, Kanadzie i Skandynawii.